# Алтухов, Иван Сергеевич
Ива́н Серге́евич Алтухо́в (17 октября 1925, Раненбургский уезд, Рязанская губерния — 8 декабря 1944) — советский офицер, участник Великой Отечественной войны, командир роты 78-го стрелкового полка 74-й стрелковой дивизии 57-й армии 3-го Украинского фронта. Герой Советского Союза (24.03.1945, посмертно), старший лейтенант.

## Биография
Родился 17 октября 1925 года в крестьянской семье. По национальности русский.
С 1933 по 1940 год обучался в Шатурторфской средней школе Шатурского района Московской области.
По окончании неполной средней школы работал в колхозе трактористом.
Призван в ряды Красной армии в феврале 1942 года. В 1943 году, по окончании Московского военного пехотного училища, направлен на фронт. С 1944 года — член ВКП(б)/КПСС.
Командир роты старший лейтенант Алтухов особо отличился в боях за освобождение Югославии и Венгрии. Так, 11 ноября 1944 года рота под его командованием первой из полка преодолела Дунай в районе югославского города Апатин (ныне в Сербии) и в ходе ожесточённых боёв, преодолев сопротивление противника, обеспечила переправу остальных подразделений полка. Контратаки немцев продолжались в течение десяти суток, все они были отбиты. Результатом этого явилось уничтожение большого количества живой силы противника, БТР, нескольких огневых точек.
8 декабря 1944 года И. С. Алтухов погиб у населённого пункта Харомфа (комитат Шомодь, Королевство Венгрия). Был похоронен на кладбище населенного пункта Шомодь-Виштона.
Указом Президиума Верховного Совета СССР от 24 марта 1945 года за образцовое выполнение боевых заданий командования на фронте борьбы с немецкими захватчиками и проявленные при этом отвагу и геройство старшему лейтенанту Алтухову Ивану Сергеевичу посмертно присвоено звание Героя Советского Союза.

## Награды
- Медаль «Золотая Звезда» Героя Советского Союза
- Орден Ленина
- Орден Отечественной войны II степени
- Орден Красной Звезды

## Память
- Похоронен в населённом пункте Шомодь-Вишонта в 16 километрах севернее города Барч в Венгрии.
- Имя Героя носит Жабинская школа в Чаплыгинском районе Липецкой области.
- В селе Зеречье-Ломовое именем Алтухова И. С. названа улица, на ней герою установлен памятник.